# Censorio
Censorio (fallecido en 448) fue un conde (comes) del Imperio Romano de Occidente desde 432 hasta su muerte. Se le menciona en la Crónica de Hidacio en los años 432 y 440. 

## Carrera
En 432, 437 y 440 fue enviado a Hispania como embajador ante los Suevos. En su segunda expedición fue acompañado por el legado Fretimundo. En esta segunda misión, sería uno de los artífices de la firma de un foedus entre el Imperio y el reino suevo.
Al regresar de su tercera expedición fue capturado por Requila, el rey suevo, cerca de Mértola (Myrtilis). Pasó los siguientes ocho años en cautiverio antes de ser ejecutado por Agiulfo en Sevilla (Hispalis). Su ejecución puede tener alguna conexión con la actitud beligerante posterior del sucesor de Requila, Requiario hacia los Romanos. 